# Joe Jordan
Joseph "Joe" Jordan (Cleland, 15 december 1951) is een Schots voormalige professionele voetballer en huidige trainer. Als speler kwam hij als aanvaller onder meer uit voor Leeds United, Manchester United, en AC Milan, en daarnaast kwam hij 52 keer uit voor het Schots nationale elftal. Als trainer had hij zijn laatste functie als assistent-trainer bij AFC Bournemouth.

## Spelerscarrière
Jordan groeide op in Cleland, waar hij in de jeugd reeds speelde in Schotse nationale jeugddivisies voor Blantyre Victoria FC. Op 17-jarige leeftijd kreeg hij een contract aangeboden bij het Schotse Greenock Morton FC, waar hij in 1968 part time aansloot bij het eerste elftal. In 1970 maakte Jordan de overstap naar het Engelse Leeds United.
In het begin was het moeilijk voor Jordan om zich in het elftal te spelen, omdat Leeds met Allan Clarke en Mick Jones een sterk aanvalsduo had en Jordan het vooral met invalbeurten moest doen. Pas vanaf het seizoen 1973-74 werd Jordan een vaste waarde in het elftal, en met zeven doelpunten in 25 wedstrijden leidde hij de ploeg naar het tweede landskampioenschap in de clubgeschiedenis. Samen met enkele andere Schotse speler vormde hij in deze periode de zogenoemde 'Schotse maffia' van Leeds United. Vooral zijn samenspel met Peter Lorimer leidde ertoe dat Leeds United een van haar meest succesvolle periodes doormaakte.
Nadat Leeds United in de laatste jaren in verval was geraakt, besloot Jordan om in januari 1978 de overstap te maken naar Manchester United. Als de nieuwe nummer 9 van Manchester United bereikte Jordan de finale van de FA Cup in 1979, waar de club uiteindelijk met 3-2 verloor van Arsenal. Dit bleek uiteindelijk de enige finale die Jordan met Manchester United zou spelen. Zijn meest spraakmakende wedstrijd voor United was in de wedstrijd tegen Tottenham Hotspur in 1980, waar Jordan in botsing kwam met Tottenham-doelman Milija Aleksic, die daarbij zijn kaak ontwrichtte. Het werd bekend als de wedstrijd waarin Tottenham's beste speler Glenn Hoddle als vervanger op doel moest gaan staan.
In 1981 besloot Jordan om de overstap te maken naar AC Milan. Jordan speelde twee seizoenen voor Milan (waarvan een in de Serie B) en scoorde 12 doelpunten in 52 competitiewedstrijden. In zijn periode bij Milan werd Jordan ieder jaar gedeeld clubtopscoorder, maar hij besloot om in 1983 een transfer te maken naar Hellas Verona. Aan de vooravond van een terugkeer naar de Milan, als coach van Champions League-tegenstander Tottenham, zei Jordan dat de overstap naar Milaan de beste zet uit zijn carrière was, omdat hij altijd al eens in het buitenland had willen spelen.
Na de promotie met AC Milan verhuisde Jordan naar Hellas Verona, dat het seizoen ervoor als vierde was geëindigd in de Serie A en daarmee in de UEFA Cup zou spelen. Jordan speelde vanaf het begin niet altijd in de basis en kwam tot 24 wedstrijden, waarvan 12 in de competitie. Hij scoorde slechts twee doelpunten: één in de competitie, de andere in de Italiaanse beker. Deze slechte vorm leidde er uiteindelijk toe dat Hellas Verona hem niet langer nodig had en Jordan terugkeerde naar Engeland.
Na zijn terugkeer in Engeland ging Jordan voor een bedrag van 150.000 pond naar Southampton. Hier was hij basisspeler tot februari 1987, toen hij zijn plaats was kwijtgeraakt aan Colin Clarke. Aan het einde van dat seizoen maakte hij transfervrij de overstap naar Bristol City, waar hij in twee seizoenen nog 57 keer in actie kwam. In zijn laatste seizoen was hij reeds actief als speler-trainer. Na afloop van het seizoen 1988-89 kondigde Jordan aan te stoppen met voetballen.

## Interlandcarrière
Op 19 mei 1973 speelde Jordan zijn eerste wedstrijd voor het nationale team van Schotland tijdens een 1-0 nederlaag tegen Engeland op Wembley. In totaal kwam hij tot 52 interlands waarin hij 11 keer scoorde.
In 1973, als onderdeel van de kwalificatiecampagne voor het WK 1974, scoorde Jordan met een kopbal het winnende doelpunt in een 2-1 overwinning tegen Tsjecho-Slowakije. Met deze overwinning lukte het Schotland om zich voor het eerst sinds 1958 weer te plaatsen voor het eindtoernooi. Door Jordan's goede vorm in het seizoen 1973-74 werd hij opgenomen in de selectie voor het WK. Tijdens dit toernooi scoorde Jordan het tweede doelpunt in een 2-0 overwinning op Zaïre in de eerste groepswedstrijd, en een gelijkmaker in de laatste minuut in een 1-1 gelijkspel tegen Joegoslavië. Schotland eindigde ongeslagen in de groep, maar moest op basis van het doelsaldo alsnog naar huis.
Jordan werd door bondscoach Ally MacLeod ook geselecteerd voor de Schotse selectie voor het WK 1978 in Argentinië. Jordan scoorde het openingsdoelpunt in hun eerste wedstrijd tegen Peru, maar Schotland verloor die wedstrijd uiteindelijk met 3-1 en lag later opnieuw na de groepsfase uit het toernooi.
Hij werd vier jaar later opnieuw geselecteerd voor de Schotse selectie voor het WK 1982. Schotland kwam opnieuw niet verder dan de groepsfase, maar Jordan behaalde wel een persoonlijke mijlpaal toen hij scoorde in het 2-2 gelijkspel tegen de Sovjet-Unie. Dit betekende dat Jordan in drie opeenvolgende WK-eindrondes had gescoord, iets wat nog geen enkele Schot voor of na hem gelukt is. Helaas raakte hij in dezelfde wedstrijd geblesseerd en speelde hij daarna nooit meer voor Schotland. 

## Trainerscarrière
In zijn laatste seizoen als speler was Jordan al actief als trainer bij zijn toenmalige club Bristol City. Ook het seizoen na zijn voetbalpensioen was hij hoofdtrainer, en promoveerde hij aan het einde van het seizoen 1989-90 met de club naar de Premier League.
Na zijn periode bij Bristol was Jordan achtereenvolgend zowel als trainer of assistent-trainer actief in zijn thuisland bij Heart of Midlothian en Celtic en in Engeland bij Stoke City, Huddersfield Town, Portsmouth, Tottenham Hotspur, Queens Park Rangers, Middlesbrough en Bournemouth. Hij was na zijn periode bij Portsmouth vooral de vertrouweling van Harry Redknapp. Daarnaast was hij tussen februari 1998 en oktober 1999 assistent-bondscoach van Noord-Ierland.

## Carrièrestatistieken

### Club
| Club              | Seizoen        | Competitie     | Competitie     | Competitie | FA Cup  | FA Cup | League Cup | League Cup | Andere  | Andere | Total   | Total |
| Club              | Seizoen        | Divisie        | Wedstr.Wedstr. | Goals      | Wedstr. | Goals  | Wedstr.    | Goals      | Wedstr. | Goals  | Wedstr. | Goals |
| ----------------- | -------------- | -------------- | -------------- | ---------- | ------- | ------ | ---------- | ---------- | ------- | ------ | ------- | ----- |
| Leeds United      | 1970–71        | First Division | 1              | 0          | 0       | 0      | 0          | 0          | 2       | 0      | 2       | 0     |
| Leeds United      | 1971–72        | First Division | 12             | 0          | 2       | 0      | 0          | 0          | 0       | 0      | 14      | 0     |
| Leeds United      | 1972–73        | First Division | 26             | 9          | 1       | 0      | 2          | 0          | 7       | 3      | 34      | 12    |
| Leeds United      | 1973–74        | First Division | 33             | 7          | 5       | 2      | 2          | 0          | 4       | 0      | 44      | 9     |
| Leeds United      | 1974–75        | First Division | 29             | 4          | 6       | 0      | 4          | 0          | 9       | 2      | 48      | 6     |
| Leeds United      | 1975–76        | First Division | 17             | 2          | 0       | 0      | 0          | 0          | 0       | 0      | 17      | 2     |
| Leeds United      | 1976–77        | First Division | 32             | 10         | 5       | 2      | 1          | 0          | 0       | 0      | 38      | 12    |
| Leeds United      | 1977–78        | First Division | 20             | 3          | 0       | 0      | 3          | 3          | 0       | 0      | 23      | 6     |
| Leeds United      | Totaal         | Totaal         | 170            | 35         | 19      | 4      | 12         | 3          | 22      | 5      | 223     | 47    |
| Manchester United | 1977–78        | First Division | 14             | 3          | 2       | 0      | 0          | 0          | 0       | 0      | 16      | 3     |
| Manchester United | 1978–79        | First Division | 30             | 6          | 5       | 2      | 2          | 2          | 0       | 0      | 37      | 10    |
| Manchester United | 1979–80        | First Division | 32             | 13         | 2       | 0      | 2          | 0          | 0       | 0      | 36      | 13    |
| Manchester United | 1980–81        | First Division | 33             | 15         | 3       | 0      | 0          | 0          | 1       | 0      | 37      | 15    |
| Manchester United | Totaal         | Totaal         | 109            | 37         | 12      | 2      | 4          | 2          | 1       | 0      | 126     | 41    |
| Milan             | 1981–82        | Serie A        | 22             | 2          | 0       | 0      | –          | –          | 0       | 0      | 22      | 2     |
| Milan             | 1982–83        | Serie B        | 30             | 10         | 0       | 0      | –          | –          | 0       | 0      | 30      | 10    |
| Milan             | Totaal         | Totaal         | 52             | 12         | 0       | 0      | –          | –          | 0       | 0      | 52      | 12    |
| Hellas Verona     | 1983–84        | Serie A        | 12             | 1          | 0       | 0      | –          | –          | –       | –      | 12      | 1     |
| Southampton       | 1984–85        | First Division | 34             | 12         | 3       | 2      | 7          | 2          | 1       | 0      | 45      | 16    |
| Southampton       | 1985–86        | First Division | 12             | 0          | 0       | 0      | 2          | 0          | 2       | 0      | 16      | 0     |
| Southampton       | 1986–87        | First Division | 2              | 0          | 0       | 0      | 1          | 1          | 1       | 0      | 4       | 1     |
| Southampton       | Totaal         | Totaal         | 48             | 12         | 3       | 2      | 10         | 3          | 4       | 0      | 65      | 17    |
| Bristol City      | 1986–87        | Third Division | 19             | 3          | 0       | 0      | 0          | 0          | 5       | 4      | 24      | 7     |
| Bristol City      | 1987–88        | Third Division | 28             | 4          | 1       | 0      | 2          | 0          | 6       | 0      | 37      | 4     |
| Bristol City      | 1988–89        | Third Division | 9              | 1          | 0       | 0      | 6          | 0          | 0       | 0      | 15      | 1     |
| Bristol City      | 1989–90        | Third Division | 1              | 0          | 0       | 0      | 0          | 0          | 0       | 0      | 1       | 0     |
| Bristol City      | Totaal         | Totaal         | 57             | 8          | 1       | 0      | 8          | 0          | 11      | 4      | 77      | 12    |
| Carrièretotaal    | Carrièretotaal | Carrièretotaal | 448            | 105        | 35      | 8      | 34         | 8          | 38      | 9      | 555     | 130   |

### International
| Nationaal team | Jaar   | Wedstr. | Goals |
| -------------- | ------ | ------- | ----- |
| Scotland       |        |         |       |
| 1973           | 6      | 1       |       |
| 1974           | 10     | 4       |       |
| 1975           | 1      | 1       |       |
| 1976           | 5      | 0       |       |
| 1977           | 5      | 1       |       |
| 1978           | 8      | 1       |       |
| 1979           | 5      | 1       |       |
| 1980           | 4      | 0       |       |
| 1981           | 4      | 1       |       |
| 1982           | 4      | 1       |       |
| Totaal         | Totaal | 52      | 11    |

## Erelijst
Leeds United
- Kampioen Football League First Division: 1973–74
- Verliezend finalist Europacup I: 1974–75
- Verliezend finalist Europacup II: 1972–73
- Verliezend finalist FA Charity Shield: 1974

Manchester United
- Verliezend finalist FA Cup: 1978–79

Milan
- Kampioen Serie B: 1982–83
- Winnaar Mitropa Cup: 1982

Individual
- Lid van Schotse Football Hall of Fame (sinds 2005)
- Lid van het Schots nationale team 'Roll of Honour' (sinds 1982)